# A Superman és Lois epizódjainak listája
Ez a cikk a Superman és Lois epizódjainak listáját tartalmazza.
A sorozat 2021. február 23-án indult a The CW televíziós csatornán az Amerikai Egyesült Államokban, két rész után a csatorna be is rendelte a második évadot. Magyarországon az HBO Go-ra kerültek fel a részek. Először magyar felirattal, majd szinkronnal.

## Évadáttekintés
| Évad | Évad | Részek száma | Részek száma | Eredeti sugárzás  | Eredeti sugárzás    | Eredeti adó | Magyar sugárzás   | Magyar sugárzás     | Magyar adó |
| Évad | Évad | Részek száma | Részek száma | Évadbemutató      | Évadzáró            | Eredeti adó | Évadbemutató      | Évadzáró            | Magyar adó |
| ---- | ---- | ------------ | ------------ | ----------------- | ------------------- | ----------- | ----------------- | ------------------- | ---------- |
|      | 1.   | 15           | 15           | 2021. február 23. | 2021. augusztus 17. | The CW      | 2021. május 2.    | 2021. október 10.   | HBO Go     |
|      | 2.   | 15           | 15           | 2022. január 11.  | 2022. június 28.    | The CW      | 2022. április 15. | 2022. augusztus 13. | HBO Max    |
|      | 3.   | 13           | 13           | 2023. március 14. | 2023. június 27.    | The CW      | 2023. július 11.  | 2023. július 11.    | HBO Max    |
|      | 4.   | 10           | 10           | 2024. október 7.  | 2024. december 2.   | The CW      | 2024. október 16. | 2024. december 11.  | HBO Max    |

## Első évad (2021)
| Sor. | Év. | Cím                                                                                      | Rendező            | Író                                                                                 | Premier                               | Nézettség   |
| ---- | --- | ---------------------------------------------------------------------------------------- | ------------------ | ----------------------------------------------------------------------------------- | ------------------------------------- | ----------- |
| 1.   | 1.  | Hazatérés (Pilot)                                                                        | Lee Toland Krieger | Történet: Greg Berlanti & Todd Helbing Tévéjáték: Todd Helbing                      | 2021. február 23. 2021. május 2.      | 1,75 millió |
| 2.   | 2.  | Örökség (Heritage)                                                                       | Lee Toland Krieger | Todd Helbing                                                                        | 2021. március 2. 2021. május 9.       | 1,24 millió |
| 3.   | 3.  | Egy nem különc srác feljegyzései (The Perks of Not being a Wallflower)                   | Gregory Smith      | Brent Fletcher                                                                      | 2021. március 9. 2021. május 16.      | 1,25 millió |
| 4.   | 4.  | Zavar (Haywire)                                                                          | James Bamford      | Michael Narducci                                                                    | 2021. március 16. 2021. május 23.     | 1,21 millió |
| 5.   | 5.  | A legjobb dolog Smallville-ben (The Best of Smallville)                                  | Rachel Talalay     | Történet: Todd Helbing Tévéjáték:Brent Fletcher & Nadria Tucker                     | 2021. március 23. 2021. május 30.     | 1,24 millió |
| 6.   | 6.  | Elvesztett Bizalom (Broken Trust)                                                        | Sudz Sutherland    | Katie Aldrin                                                                        | 2021. május 18. 2021. július 4.       | 0,72 millió |
| 7.   | 7.  | Az Acélember (Man of Steel)                                                              | David Ramsey       | Jai Jamison                                                                         | 2021. május 25. 2021. július 11.      | 0,80 millió |
| 8.   | 8.  | Rendkívüli Emberek (Holding the Wrench)                                                  | Norma Bailey       | Kristi Korzec                                                                       | 2021. június 1. 2021. július 18.      | 0,90 millió |
| 9.   | 9.  | Hűséges alanyok? (Loyal Subjekts)                                                        | Eric Dean Seaton   | Andrew N. Wong                                                                      | 2021. június 8. 2021. augusztus 29.   | 0,92 millió |
| 10.  | 10. | Ó, Anya, merre visz az utad? (O Mother, Where Art Thou?)                                 | Harry Jierjian     | Adam Mallinger                                                                      | 2021. június 15. 2021. szeptember 5.  | 0,96 millió |
| 11.  | 11. | Multi idézés két katasztrófa között (A Brief Reminiscence In-Between Cataclysmic Events) | Gregory Smith      | Adam Brent Fletcher                                                                 | 2021. június 22. 2021. szeptember 12. | 0,85 millió |
| 12.  | 12. | A halál völgyében (Through the Valley of Death)                                          | Alexandra La Roche | Katie Aldrin & Michael Narducci                                                     | 2021. július 13. 2021. szeptember 19. | 0,87 millió |
| 13.  | 13. | Biztosíték (Fail Safe)                                                                   | Ian Samoil         | Jai Jamison & Kristi Korzec                                                         | 2021. július 20. 2021. szeptember 26. | 0,84 millió |
| 14.  | 14. | Az élet írtó (The Eradicator)                                                            | Alexandra La Roche | Max Cunningham és Brent Fletcher                                                    | 2021. augusztus 10. 2021. október 3.  | 0,73 millió |
| 15.  | 15. | A Krypton utolsó fiai (Last Sons of Krypton)                                             | Tom Cavanagh       | Történet: Kristi Korzec & Michael Narducci Tévéjáték: Brent Fletcher & Todd Helbing | 2021. augusztus 17. 2021. október 10. | 0,62 millió |

## Második évad (2022)
| Sor. | Év. | Cím                                                         | Rendező              | Író                                | Premier                              | Nézettség   |
| ---- | --- | ----------------------------------------------------------- | -------------------- | ---------------------------------- | ------------------------------------ | ----------- |
| 16.  | 1.  | A felszín alatt (What Lies Beneath)                         | Gregory Smith        | Brent Fletcher és Todd Helbing     | 2022. január 11. 2022. április 15.   | 1,09 millió |
| 17.  | 2.  | Kötelék (The Ties That Bind)                                | David Ramsey         | Kristi Korzec és Michael Narducci  | 2022. január 18. 2022. április 15.   | 1,10 millió |
| 18.  | 3.  | A lény a barlangban (The Thing in the Mines)                | Gregory Smith        | Katie Aldrin és Juliana James      | 2022. január 25. 2022. április 15.   | 0,90 millió |
| 19.  | 4.  | Az inverz módszer (The Inverse Method)                      | Melissa Hickey       | Jai Jamison és Andrew N. Wong      | 2022. február 1. 2022. április 15.   | 0,78 millió |
| 20.  | 5.  | Hamarosan igazi nő leszel (Girl... You'll Be A Woman, Soon) | Diana Valentine      | Rina Mimoun & Adam Mallinger       | 2022. február 22. 2022. április 24.  | 0,79 millió |
| 21.  | 6.  | Bizalom (Tried and True)                                    | Amy Jo Johnson       | Max Kronick & Patrick Barton Leahy | 2022. március 1. 2022. május 11.     | 0,76 millió |
| 22.  | 7.  | Antihős (Anti-Hero)                                         | Elizabeth Henstridge | Max Cunningham és Michael Narducci | 2022. március 8. 2022. május 11.     | 0,77 millió |
| 23.  | 8.  | Feledés homályába (Into Oblivion)                           | Sudz Sutherland      | Juliana James és Kristi Korzec     | 2022. március 22. 2022. május 11.    | 0,80 millió |
| 24.  | 9.  | 30 nap 30 éjszaka (30 Days and 30 Nights)                   | Ian Samoil           | Katie Aldrin & Jai Jamison         | 2022. március 29. 2022. július 2.    | 0,68 millió |
| 25.  | 10. | Bizzarok egy bizarr világban (Bizarros in a Bizarro World)  | Louis Milito         | Brent Fletcher és Todd Helbing     | 2022. április 26. 2022. július 9.    | 0,83 millió |
| 26.  | 11. | Igazság és következmények (Truth and Consequences)          | David Ramsey         | Andrew N. Wong                     | 2022. május 3. 2022. július 16.      | 0,73 millió |
| 27.  | 12. | Hazugságok, amik összekötnek (Lies That Bind)               | David Mahmoudieh     | Rina Mimoun                        | 2022. május 31. 2022. július 23.     | 0,71 millió |
| 28.  | 13. | Minden elveszett (All Is Lost)                              | Elaine Mongeon       | Kristi Korzec                      | 2022. június 7. 2022. július 30.     | 0,71 millió |
| 29.  | 14. | Bizarro Világháború (Worlds War Bizarre)                    | Sheelin Choksey      | Michael Narducci                   | 2022. június 21. 2022. augusztus 6.  | 0,80 millió |
| 30.  | 15. | Supermanre várva (Waiting for Superman)                     | Gregory Smith        | Brent Fletcher és Todd Helbing     | 2022. június 28. 2022. augusztus 13. | 0,82 millió |

## Harmadik évad (2023)
| Sor. | Év. | Cím                                                                | Rendező              | Író                                                                             | Premier                            | Nézettség   |
| ---- | --- | ------------------------------------------------------------------ | -------------------- | ------------------------------------------------------------------------------- | ---------------------------------- | ----------- |
| 31.  | 1.  | Közeledünk (Closer)                                                | Tom Cavanagh         | Brent Fletcher & Todd Helbing                                                   | 2023. március 14. 2023. július 11. | 0,75 millió |
| 32.  | 2.  | Irányíthatatlan erők (Uncontrollable Forces)                       | Elizabeth Henstridge | Katie Aldrin                                                                    | 2023. március 21. 2023. július 11. | 0,66 millió |
| 33.  | 3.  | Hidegvérrel (In Cold Blood)                                        | Gregory Smith        | Jai Jamison                                                                     | 2023. március 28. 2023. július 11. | 0,64 millió |
| 34.  | 4.  | Családi gondok (Too Close to Home)                                 | Stewart Hendler      | Juliana James                                                                   | 2023. április 4. 2023. július 11.  | 0,70 millió |
| 35.  | 5.  | Előre (Head On)                                                    | David Ramsey         | Andrew N. Wong                                                                  | 2023. április 11. 2023. július 11. | 0,65 millió |
| 36.  | 6.  | Épelméjű (Of Sound Mind)                                           | Diana Valentine      | George Kitson                                                                   | 2023. április 25. 2023. július 11. | 0,61 millió |
| 37.  | 7.  | Örökké és mindig (Forever and Always)                              | Alvaro Ron           | Adam Mallinger                                                                  | 2023. május 2. 2023. július 11.    | 0,66 millió |
| 38.  | 8.  | Találd ki, ki jön vacsorára (Guess Who's Coming to Dinner)         | Gregory Smith        | Aaron Helbing                                                                   | 2023. május 9. 2023. július 11.    | 0,55 millió |
| 39.  | 9.  | A ruha (The Dress)                                                 | Stephen Maier        | Kristi Korzec                                                                   | 2023. május 23. 2023. július 11.   | 0,60 millió |
| 40.  | 10. | Ütközőpálya (Collision Course)                                     | Elaine Mongeon       | Max Cunningham & Max Kronick                                                    | 2023. május 30. 2023. július 11.   | 0,66 millió |
| 41.  | 11. | Bonyodalmak (Complications)                                        | Jai Jamison          | Történet: Brent Fletcher & Todd Helbing Tévéjáték: Katie Aldrin & George Kitson | 2023. június 6. 2023. július 11.   | 0,66 millió |
| 42.  | 12. | Igazságtalanság (Injustice)                                        | Sudz Sutherland      | Michael Narducci                                                                | 2023. június 20. 2023. július 11.  | 0,66 millió |
| 43.  | 13. | Ami megöl, csak megerősít (What Kills You Only Makes You Stronger) | Gregory Smith        | Brent Fletcher & Todd Helbing                                                   | 2023. június 27. 2023. július 11.  | 0,73 millió |

## Negyedik évad (2024)
| Sor. | Év. | Cím                                                  | Rendező              | Író                                                               | Premier                               | Nézettség   |
| ---- | --- | ---------------------------------------------------- | -------------------- | ----------------------------------------------------------------- | ------------------------------------- | ----------- |
| 44.  | 1.  | A vég és a kezdet (The End & the Beginning)          | Gregory Smith        | Brent Fletcher és Todd Helbing                                    | 2024. október 7. 2024. október 16.    | 0,45 millió |
| 45.  | 2.  | A világ nélkül (A World Without)                     | Sudz Sutherland      | Katie Aldrin és Kristi Korzec                                     | 2024. október 7. 2024. október 16.    | 0,47 millió |
| 46.  | 3.  | Mindig a hősöm (Always My Hero)                      | David Giuntoli       | Brent Fletcher és Todd Helbing                                    | 2024. október 14. 2024. október 23.   | 0,43 millió |
| 47.  | 4.  | Egy tökéletesen jó esküvő (A Perfectly Good Wedding) | Gregory Smith        | George Kitson és Max Kronick                                      | 2024. október 21. 2024. október 30.   | 0,48 millió |
| 48.  | 5.  | Megszakad a kör (Break the Cycle)                    | Elizabeth Henstridge | Adam Mallinger                                                    | 2024. október 28. 2024. november 6.   | 0,43 millió |
| 49.  | 6.  | Amikor felgyúlnak a fények (When the Lights Come On) | Ian Samoil           | Történet: Brent Fletcher és Todd Helbing Tévéjáték: Kristi Korzec | 2024. november 4. 2024. november 13.  | 0,51 millió |
| 50.  | 7.  | Egy hétköznapi fickó (A Regular Guy)                 | Gregory Smith        | Katie Aldrin és George Kitson                                     | 2024. november 11. 2024. november 20. | 0,44 millió |
| 51.  | 8.  | A jól öltözött férfi (Sharp Dressed Man)             | Michael Cudlitz      | Brent Fletcher és Todd Helbing                                    | 2024. november 18. 2024. november 27. | 0,35 millió |
| 52.  | 9.  | Újra élni és meghalni (To Live and Die Again)        | Jai Jamison          | Jai Jamison                                                       | 2024. november 25. 2024. december 4.  | 0,50 millió |
| 53.  | 10. | Olyan gyorsan eltelt (It Went By So Fast)            | Gregory Smith        | Brent Fletcher és Todd Helbing                                    | 2024. december 2. 2024. december 11.  | 0,51 millió |